# Peter Neusel
Peter Neusel (født 19. november 1941 i Berlin, død 22. juli 2021 smst.) var en tysk roer og olympisk guldvinder.
Neusel roede for Berliner SC og indledte sin karriere i otteren, der blev vesttyske mestre i 1961 og vandt EM-sølv samme år.
Det følgende år skiftede han til firer med styrmand, og i denne båd var han med til at blive tysk mester og verdensmester i 1962, samt i 1963 yderligere et tysk mesterskab og en EM-guldmedalje. I 1964 vandt han endnu et tysk mesterskab samt EM-sølv i denne båd, inden han drog til OL 1964 i Tokyo for et fælles tysk hold (reelt en rent vesttysk besætning i form af klubholdet fra BSC). De øvrige i båden var Bernhard Britting, Joachim Werner, Egbert Hirschfelder og styrmand Jürgen Oelke, og tyskerne var store favoritter, selvom Sovjetunionen havde besejret dem ved EM. Tyskerne vandt da også deres indledende heat ret klart, og i finalen var de igen temmelig overlegne og vandt med et forspring på over to sekunder til italienerne på andenpladsen og den nederlandske båd på tredjepladsen; et opgivende sovjetisk mandskab måtte nøjes med en femteplads, mere end femten sekunder efter tyskerne.
Peter Neusels far, Walter Neusel, havde været professionel bokser med tilnavnet "Den blonde tiger". Han døde, netop som sønnen var ankommet til Tokyo til OL; efter familiens ønske blev Peter Neusel i Tokyo og deltog i konkurrencen, og han kom derfor ikke hjem til faderens begravelse.
Efter OL-sejren blev Neusel og resten af bådens besætning kåret til årets sportshold i Vesttyskland. Peter Neusel studerede i sit civile liv økonomi, og mens han studerede, drev han faderens værtshus i Charlottenburg videre.

## OL-medaljer
- 1964:  Guld i firer med styrmand